# Rejosari (Grobogan)
Rejosari is een bestuurslaag in het regentschap Grobogan van de provincie Midden-Java, Indonesië. Rejosari telt 5493 inwoners (volkstelling 2010).